# Iszkityimi járás

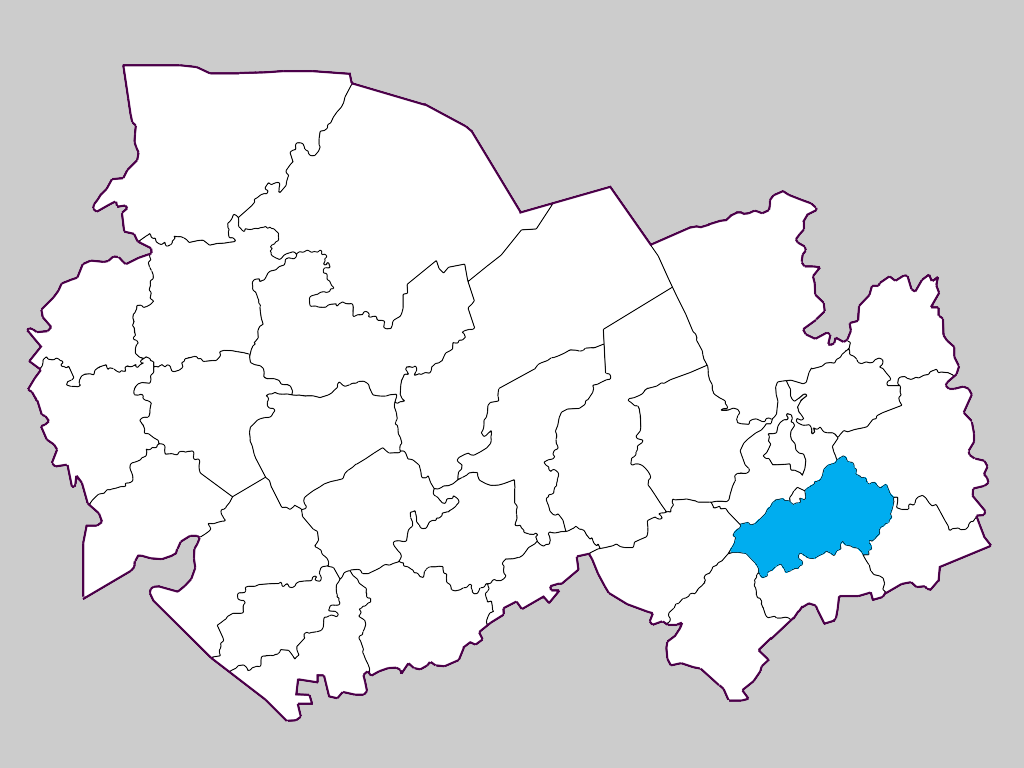
Az Iszkityimi járás a Novoszibirszki területen

Az Iszkityimi járás (oroszul Искитимский район) Oroszország egyik járása a Novoszibirszki területen. Székhelye Iszkityim.

## Népesség
- 1989-ben 67 733 lakosa volt.
- 2002-ben 66 420 lakosa volt.
- 2010-ben 62 816 lakosa volt, melyből 57 467 orosz (94,4%), 880 német (1,5%), 513 ukrán (0,8%), 387 üzbég (0,6%), 253 tatár (0,4%), 203 tadzsik (0,3%), 152 örmény (0,3%), 133 csuvas (0,2%), 131 kínai (0,2%), 104 azeri (0,2%), 101 mordvin (0,2%), 95 fehérorosz (0,2%), 66 kirgiz, 55 kazah, 42 koreai, 26 mari, 21 grúz, 21 ingus, 20 török, 16 lengyel, 16 udmurt, 15 cigány, 13 moldáv, 12 baskír, 12 észt, 10 csecsen, 10 kalmük, stb.